# Breite Straße (Wismar)

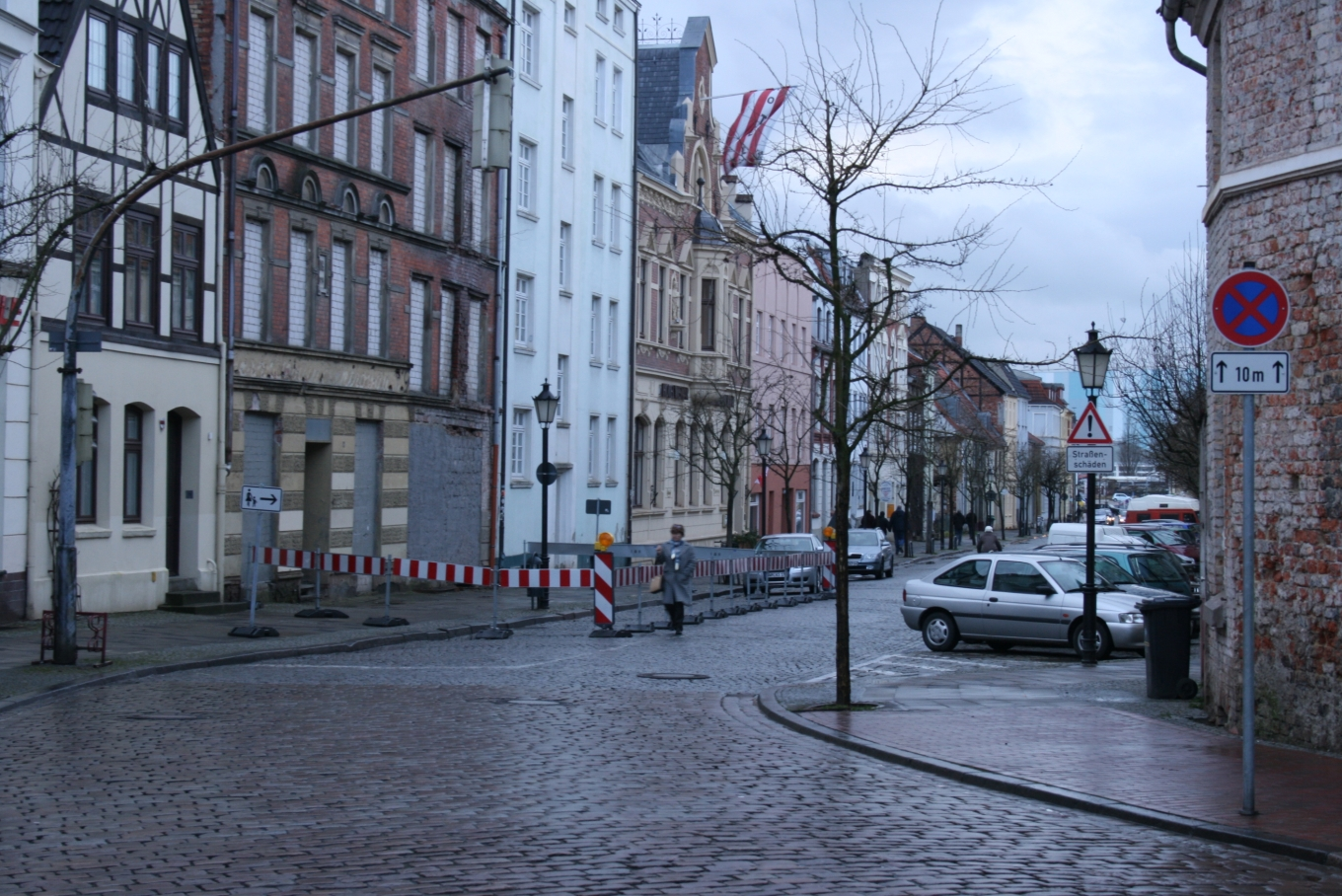
Breite Straße

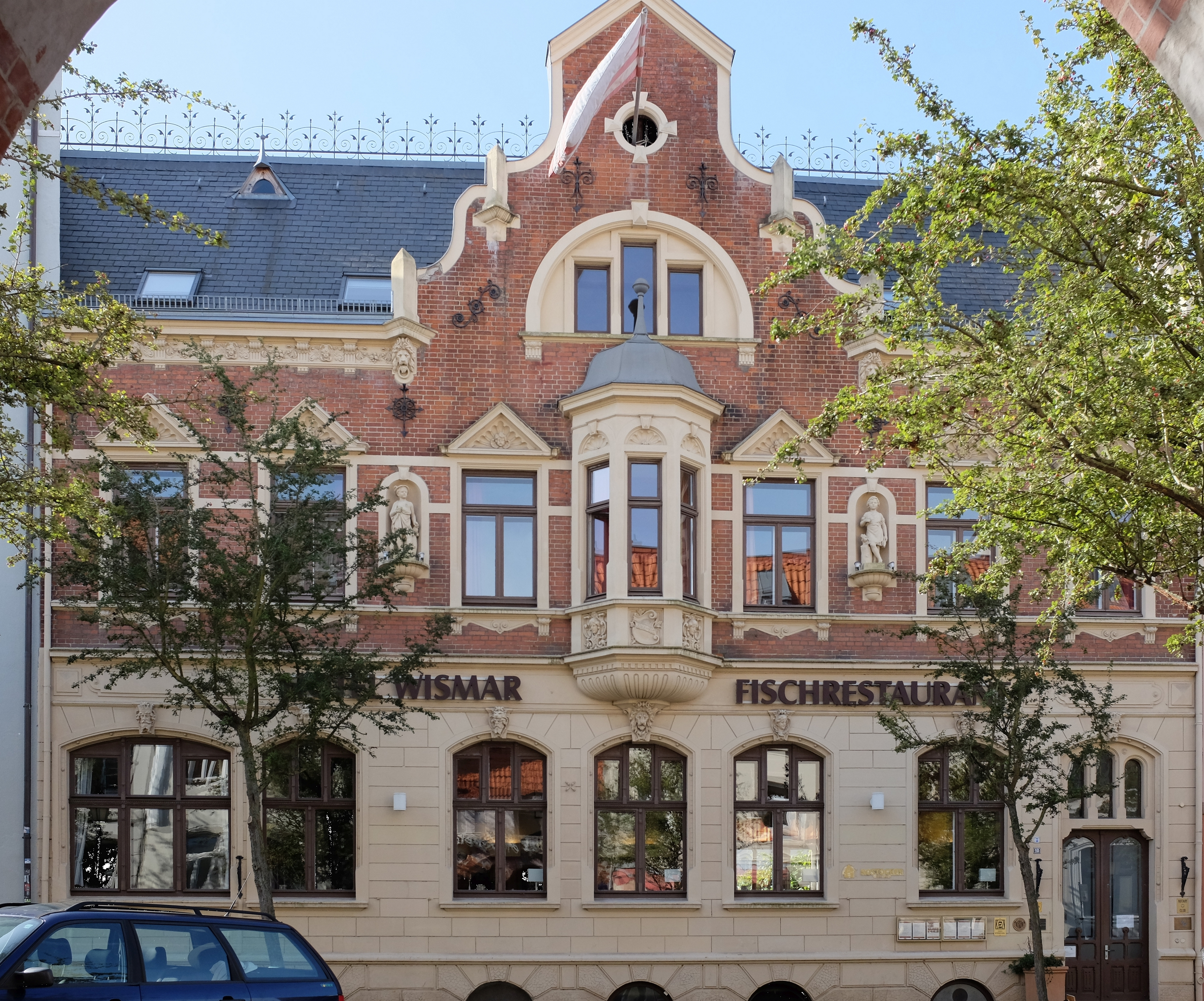
Nr. 10

Die historische Breite Straße in Wismar im  Zentrum der Altstadt, die wie der Alte Hafen unter dem besonderen Schutz der UNESCO steht, nachdem Wismar 2002 in die Welterbeliste aufgenommen wurde.
Sie führt in Ost-West-Richtung von der Bademutterstraße / Bohrstraße / Krämerstraße bis zu den Straßen Speicherstraße / Ziegenmarkt / Fischerreihe Richtung Alter Hafen.

## Nebenstraßen

Wismar zur Zeit der Hanse

Die Nebenstraßen und Anschlussstraßen wurden benannt als Bademutterstraße seit 1356 nach den Bademömen (bademomenstrate) als Bezeichnung für Hebammen (davor: Kröpelinsche Straße), Bohrstraße bis um 1258 grode strate dann ab 1260 nach dem Familiennamen Boz und dem Bozen Haus, Krämerstraße nach den dortigen Kaufleuten, Speicherstraße seit 1357 spiekerstrate nach den bis um 1680 noch vorhandenen Speichern, Ziegenmarkt seit 1750 und zuvor bei der breiten Brücke oder bei der Ankerschmiede und ab 1820 Fischerreihe, zuvor Salzgrube, da ein alter Wasserarm Meerwasser enthielt, dann Fischergrube.

## Geschichte

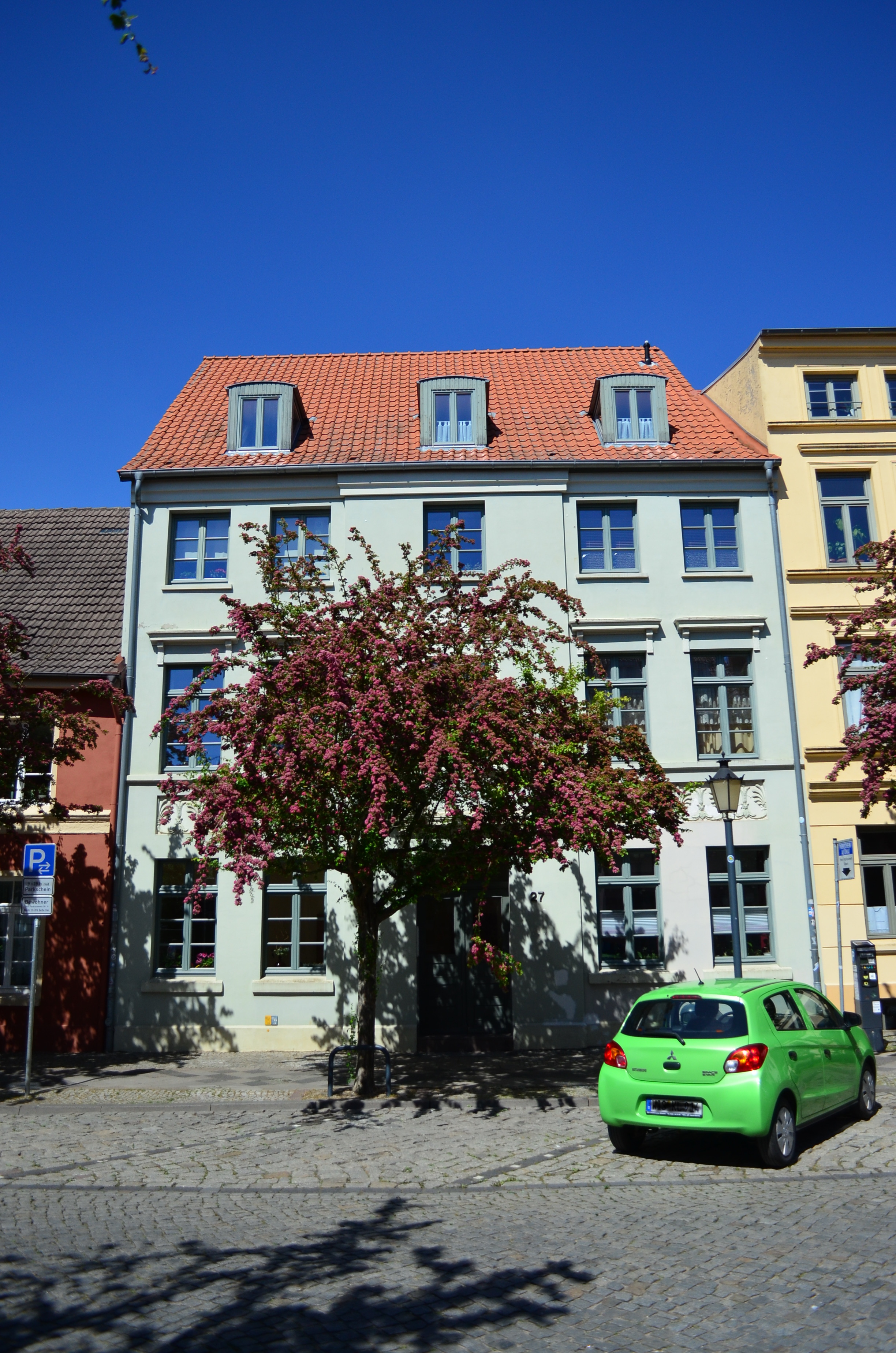
Nr. 27

### Name
Die Straße wurde nach der in der früheren Zeit ungewöhnlichen Breite der Straße so benannt.

### Entwicklung

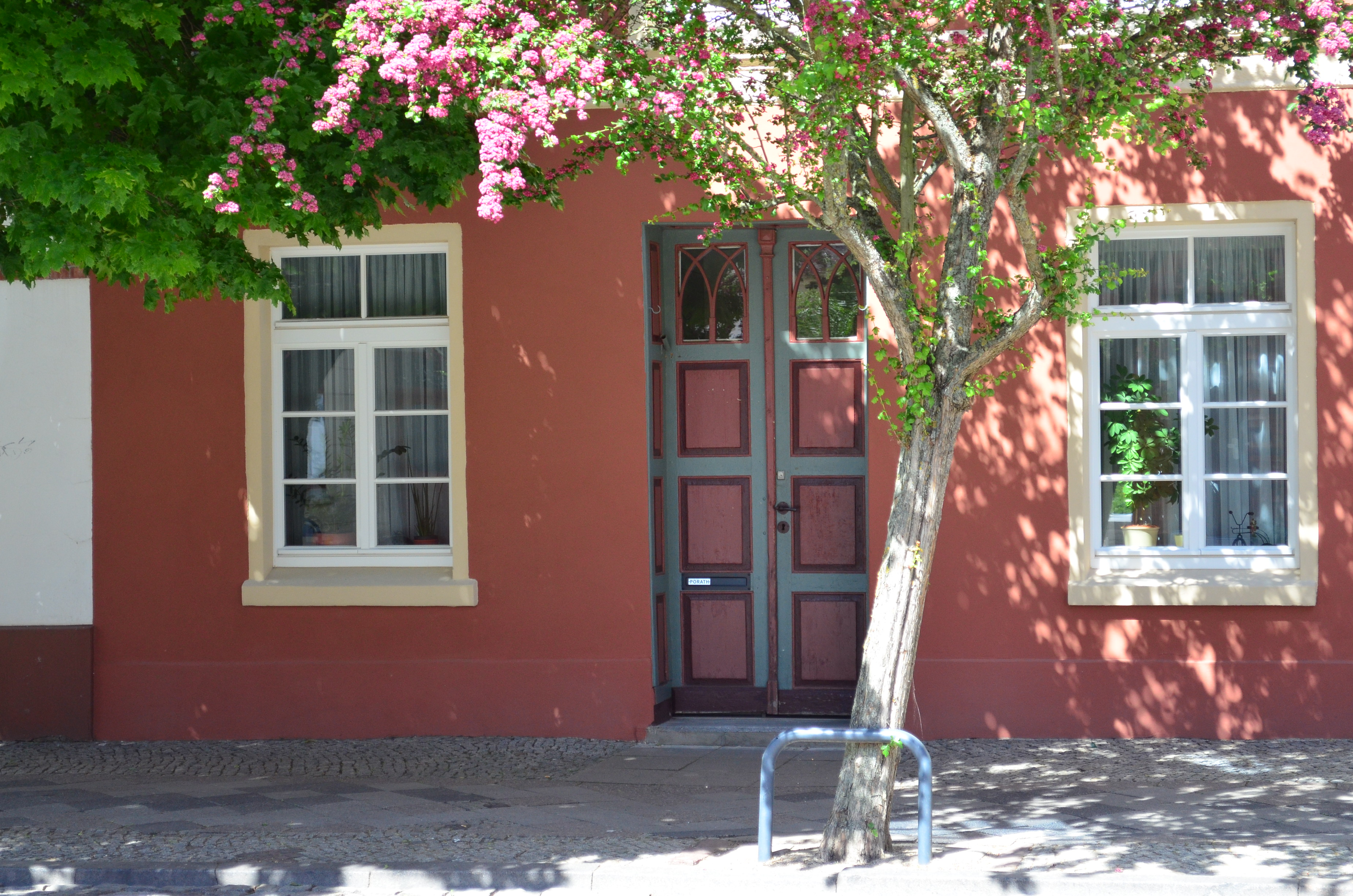
Nr. 29

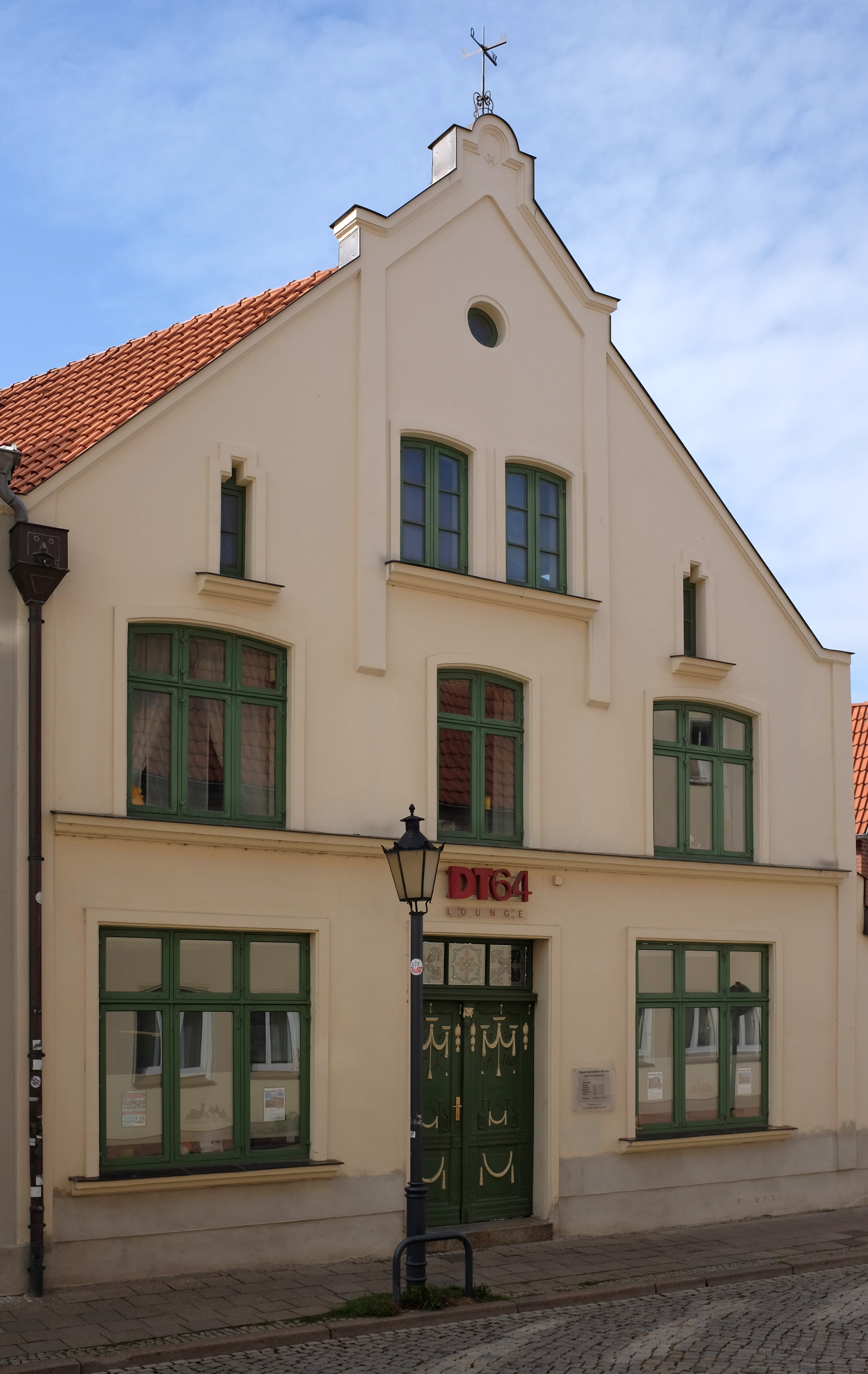
Nr. 64

Wismar wurde im Mittelalter ein wichtiges Mitglied der Hanse.
An der Straße entstanden zumeist Wohnhäuser und später auch Läden. 1870 erhielt sie eine Bepflanzung. Sie ist eine Haupterschließungsstraße in der Altstadt. Um 2021/22 soll die Straße mit beantragten Mitteln der Städtebauförderung und der EFRE-Förderung saniert werden und geschnittene Granitsteine für die Fahrbahn erhalten.

## Gebäude, Anlagen (Auswahl)
An der Straße stehen zumeist zwei- bis dreigeschossige Wohn- und Geschäftshäuser. Die mit (D) gekennzeichneten Häuser stehen unter Denkmalschutz.
- Platz mit Springbrunnen mit
  - Krämerstraße Nr. 27/29: 2-gesch. Wohn- und Geschäftshaus als Eckhaus (D)
  - Bohrstraße 1: 2-gesch. klassizistisches Wohn- und Geschäftshaus (D) mit 3-gesch. Giebel; heute mit Bistro
  - Bohrstraße 2: 2-gesch.
  - Nr. 2: 2-gesch. Wohn- und Geschäftshaus mit Coffeeshop
- Nr. 8: 2-gesch. Wohnhaus
- Nr. 10: 2-gesch. historisierendes ehem. Wohn- und Geschäftshaus von 1896 (D) aus der Gründerzeit mit mittlerem barockisierenden Zwerchgiebel und Erker, zwei Knabenfiguren in der OG-Fassade; 1925 mit Gaststätte Zum Franziskaner der Fengerschen Brauerei, dann bis 1946 Nordischer Hof, danach HO-Gaststätte und später 14 Jahre Leerstand; heute Hotel (15 Zimmer) mit Fischrestaurant, saniert 2005/06 mit Mitteln der Städtebauförderung für Fassade und Dach[4]
- Nr. 11a: 2-gesch. Gebäude mit Hotel Alter Speicher
- Nr. 13: 3-gesch. Wohn- und Geschäftshaus mit Bistro
- Nr. 27: 3-gesch. Wohnhaus (D), 1993 Brand im 2. OG., saniert 1997/98[5]
- Nr. 29: 2-gesch. Wohnhaus (D)
- Nr. 43: Wohnhaus (D)
- Nr. 46: 2-gesch. Wohn- und Geschäftshaus
- Nr. 48: 3-gesch. Wohn- und Geschäftshaus
- Nr. 54: 2-gesch. Wohn- und Geschäftshaus (D)
- Nr. 56: 2-gesch. Wohnhaus (D)
- Nr. 58: 2-gesch. Wohnhaus (D)
- Nr. 60: 2-gesch. Wohnhaus (D)
- Nr. 62: 2-gesch. Wohnhaus (D)
- Nr. 64: 2-gesch. Wohnhaus (D)
- Ziegenmarkt Nr. 1, Ecke Breite Straße: 2-gesch. Wohn- und Geschäftshaus mit Restaurant

### Denkmale, Gedenken
- Springbrunnen

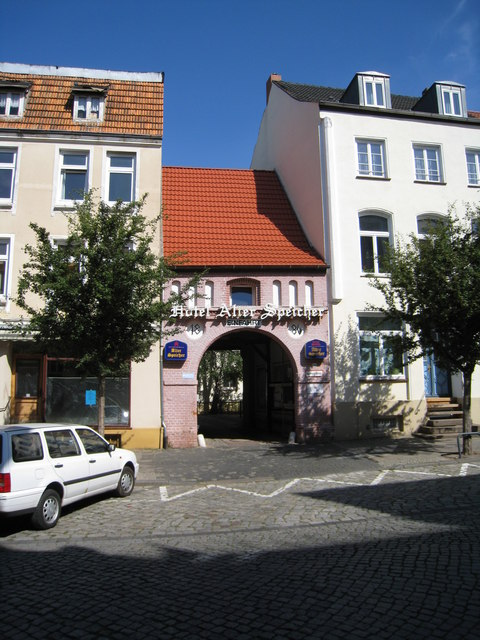
Nr. 11a Hotel
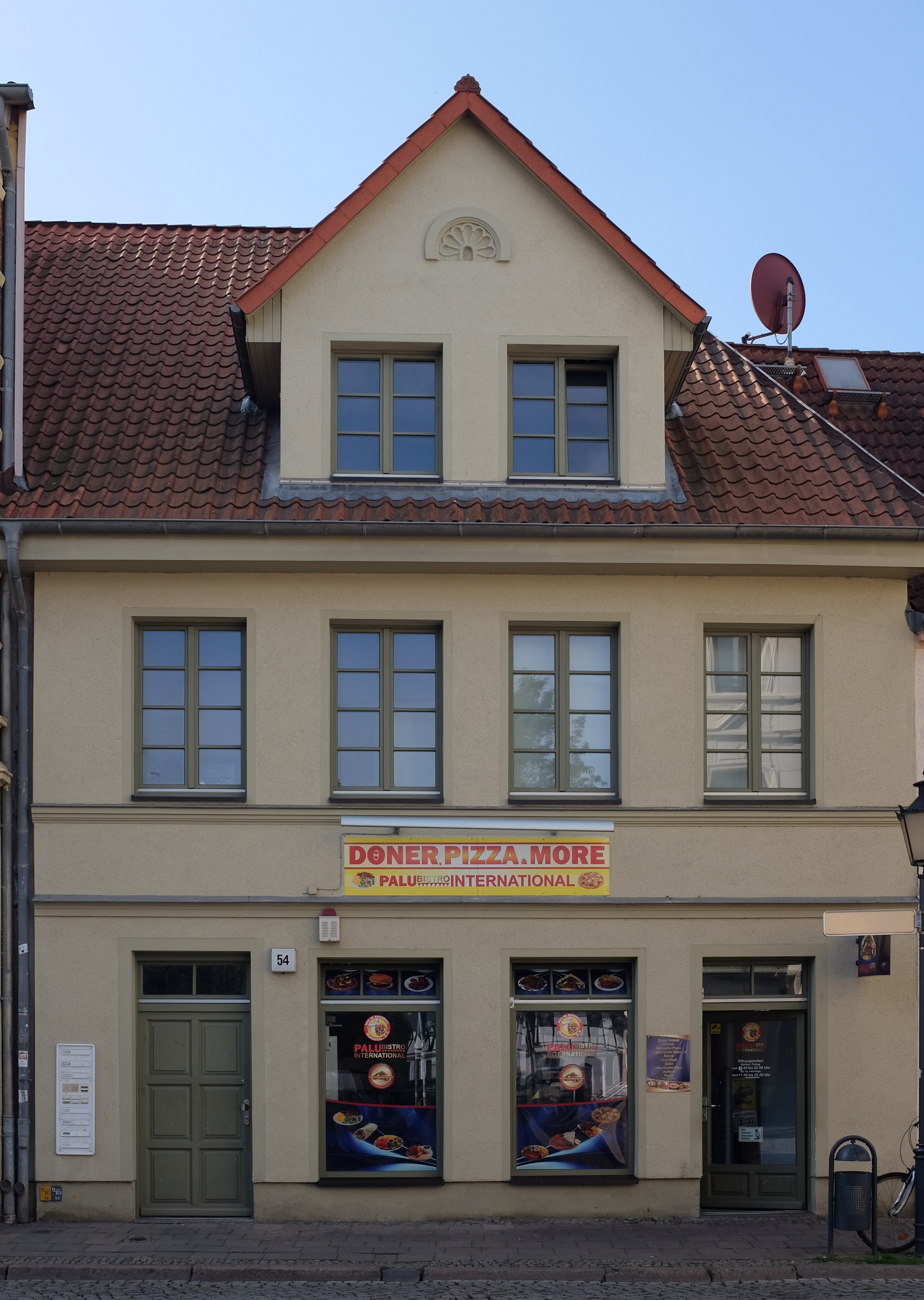
Nr. 54
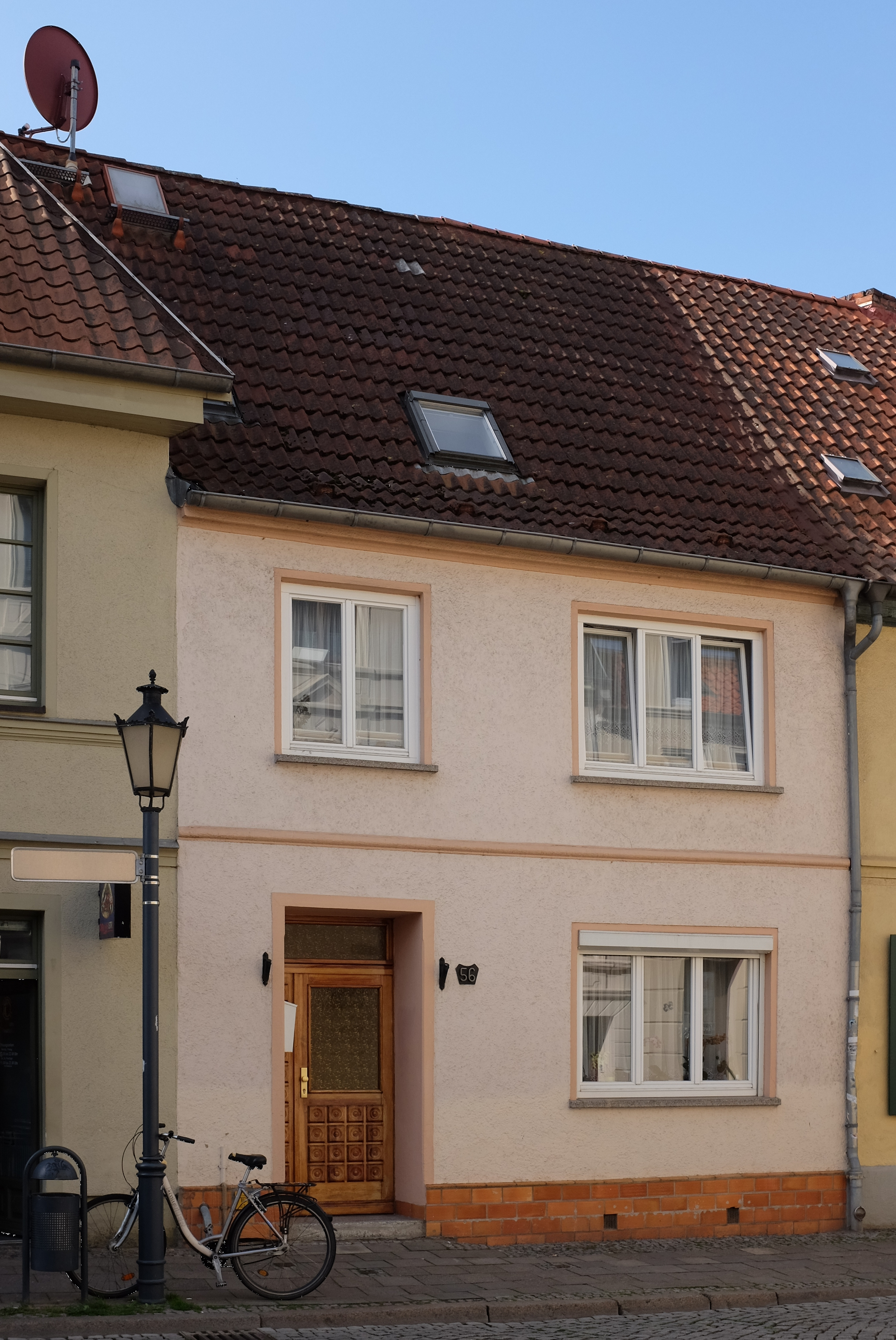
Nr. 56
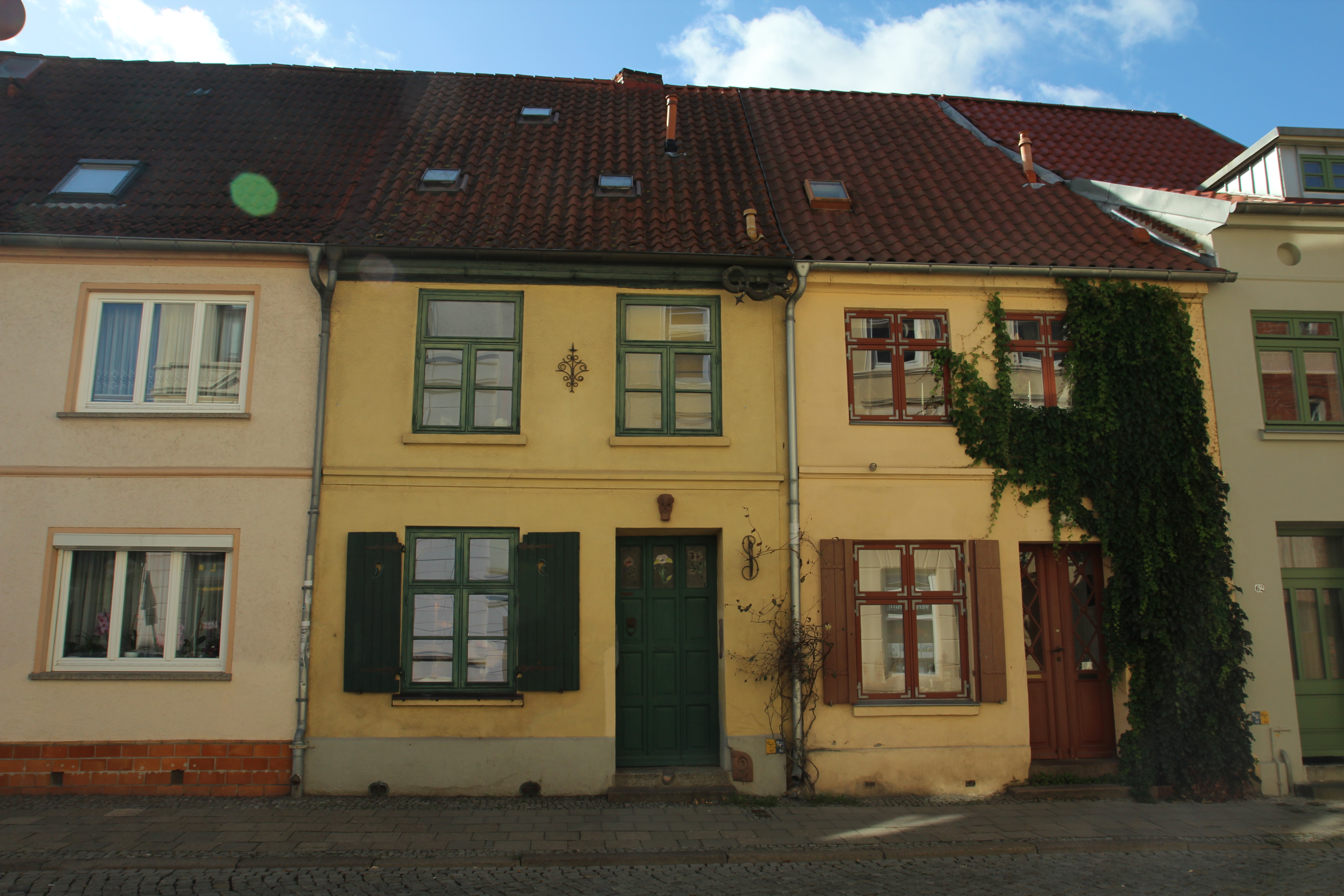
Nr. 58+60
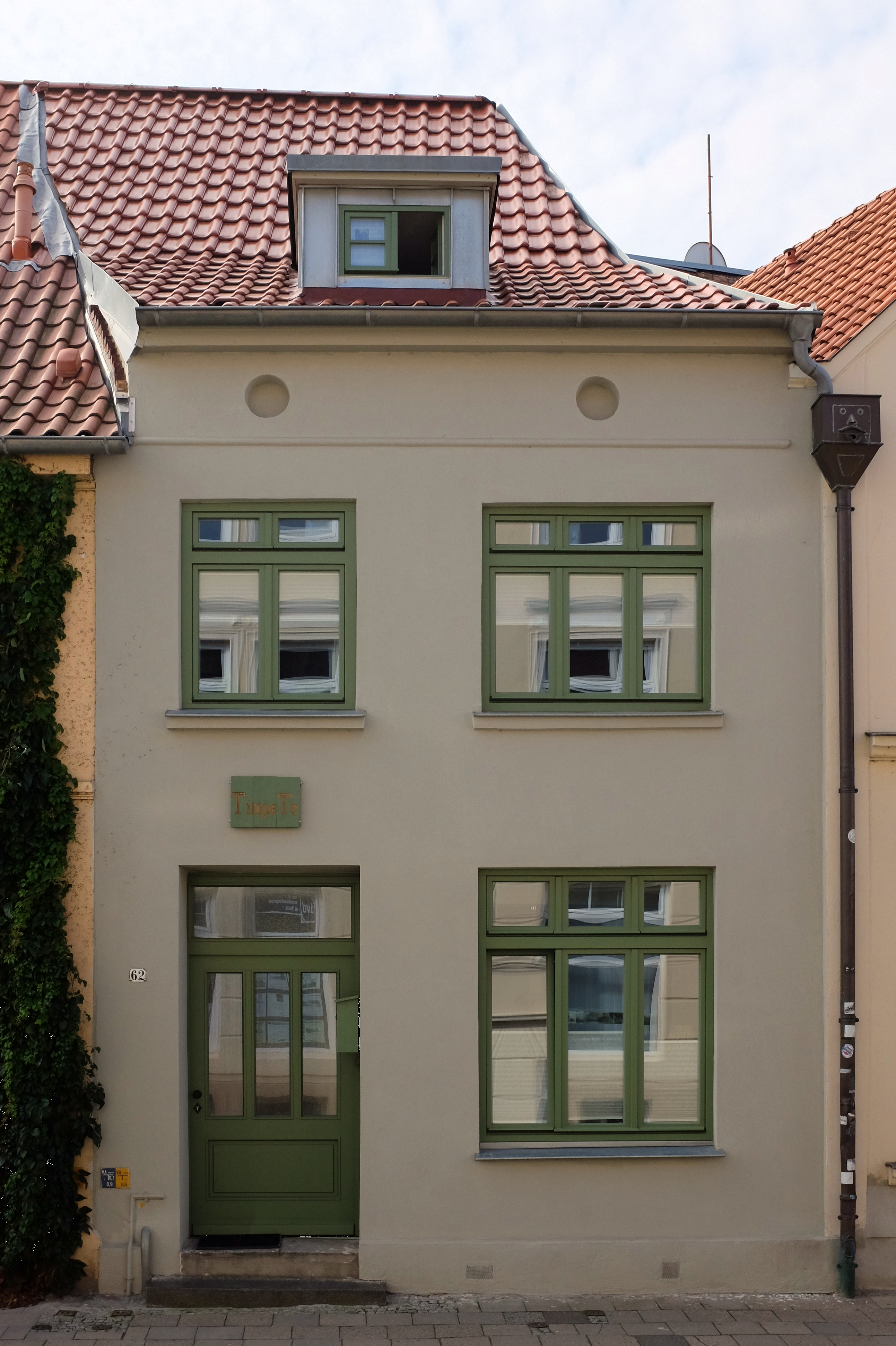
Nr. 62
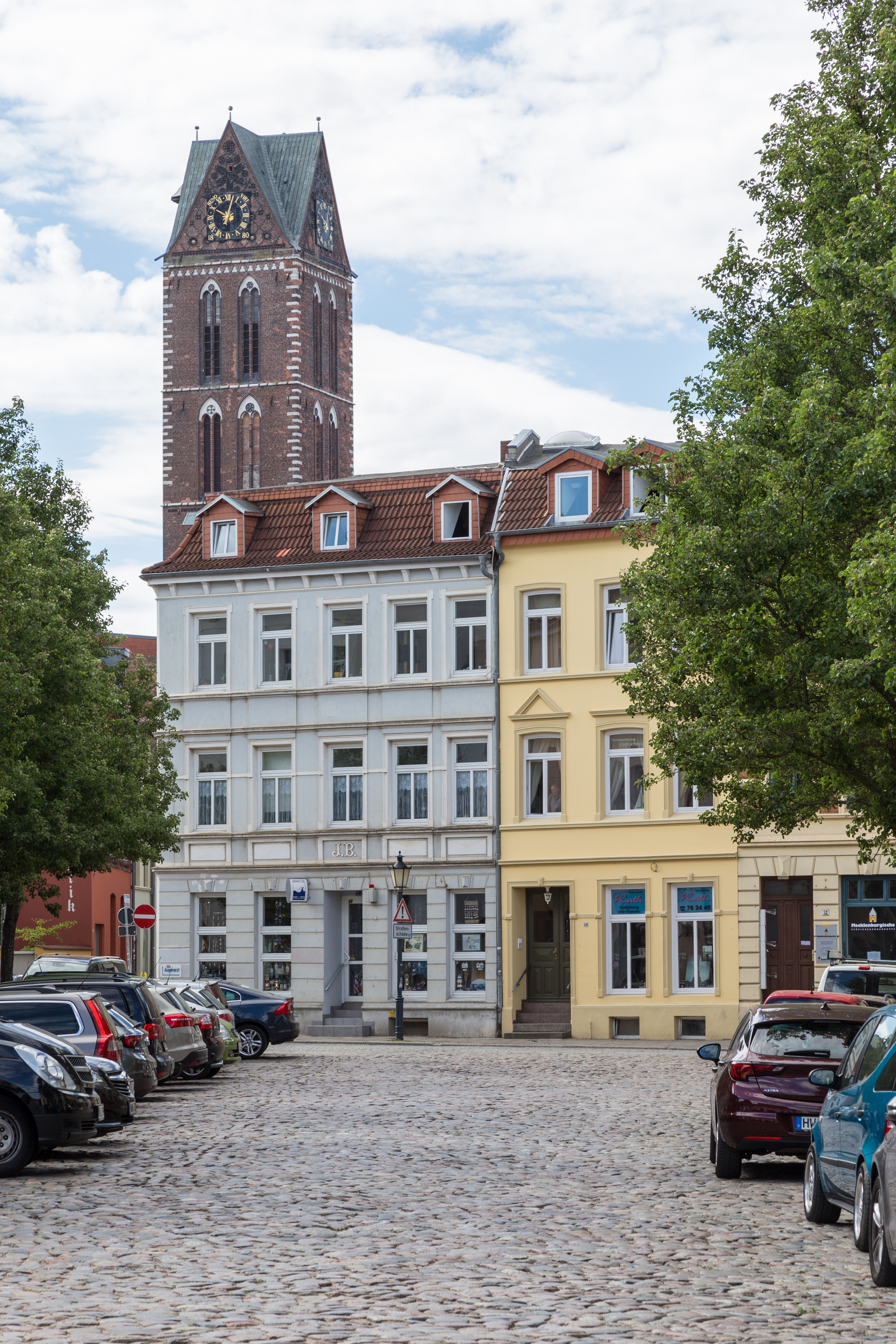
Ziegenmarkt, Breite Straße und Turm Marienkirche